# Inter graves (Leo XIII.)
Inter graves ist eine Enzyklika des Papstes Leo XIII. Mit dieser Enzyklika „über die Kirche in Peru“ wendet dieser sich am 1. Mai 1894 nur an das peruanische Episkopat. Er geht zunächst auf das Schreiben der peruanischen Bischofssynode ein, welche in Lima abgehalten wurde, und bedauert die Sorgen und Nöte, die dort beschrieben worden seien.

## Empfehlungen an die Kirche in Peru
Zur Festigung im Glauben und zur Unterstützung der örtlichen Kirche gibt er einige Ratschläge und bietet die Hilfe des Apostolischen Stuhls an.

### Priesterausbildung
Eine gute und disziplinierte Ausbildung der Seminaristen und ein gutes Studium führten zu wachsamen Hütern des Glaubens. Die Anweisungen für die Ausbildung von Jugendlichen, welche bereits in anderen Enzykliken zur Sprache gekommen seien, sollten befolgt werden, damit diese jungen Menschen dem „Bösen“ und den „Übeln“ der Gesellschaft widerstehen können. Es sei daher sehr wichtig, die Kirchenlehre des Kirchenlehrers dem Heiligen Thomas von Aquin zu ehren und diese im Sinne des Apostolischen Stuhles zu übermitteln. Die Auswahl der Priesterkandidaten, welche zum Studium zugelassen würden, solle Kraft der Autorität durch die Bischöfe erfolgen, es seien auch nur solche zugelassen, die im Sinne Christi und dem pastoralen Willen ihren Dienst versehen wollen.

### Bedeutung der Missionare und Pressearbeit
Die Missionare, welche zur Verbreitung des Glaubens ihre Heimat verlassen hätten, um in Peru zu missionieren, würden ein besonders schwieriges Amt ausüben. Es sei wichtig, die Sakramente zu erteilen und mit der Taufe viele neue Christen in die Herde der Glaubenden einzubringen. Es gelte weiterhin, die Kraft des geschriebenen Wortes nicht zu vernachlässigen, denn die Veröffentlichungen aber auch eine gute Pressearbeit über den wahren Glauben, bekämpfe alle die, welche in lästerlicher Weise die Zerstörung der katholischen Kirche herbeiführen wollen.